# 热尔维尼奥
热尔韦·亚奥·夸西（法語：Gervais Yao Kouassi，1987年5月27日—），簡稱热尔维尼奥，科特迪瓦足球运动员，司職翼鋒及前锋，最後效力于希臘足球超級聯賽球队阿里斯。他曾是科特迪瓦國家足球隊隊員。

## 俱乐部生涯

### 早期
热尔维尼奥1987年5月27日出生在科特迪瓦首都阿比讓附近的一個小鎮阿尼亞馬。與許多當地的孩子一樣，他在很小的時候就已經放棄學業了，在街頭玩耍和踢球則成為了小謝雲奴的「必修課」。
热尔维尼奥在1998年迎來了一次接受考察的機會，他不僅成功地打動了著名「含羞草」球會青年學院的梯隊教練，而且還聽從了一個巴西教練的話，將自己的名字根據葡萄牙語的讀音改成為了热尔维尼奥（Gervinho）。
在這家培養出高路·托尼、耶耶·托尼兄弟、巴卡尼·高尼、伊保爾等科特迪瓦國腳的足球學院裡，热尔维尼奥成長得很快。但他的足球道路相對前幾名球員則顯得有些艱苦，五年的培育期結束之後，热尔维尼奥並沒有如願迅速登陸歐洲，而只能為科特迪瓦聯賽中的一支乙組球會效力。
兩年之後，比利時的KSK比華倫球會終於將一紙合約送到了热尔维尼奥的手中，他才得以有機會在歐洲聯賽中展現自己的天賦。

### 勒芒
在比利時效力了兩個球季之後，热尔维尼奥在2007年為了更好的發展而選擇登陸法甲聯賽，與勒芒簽約。勒芒在法國並非勁旅，但該隊培養年青球員卻有著自己特別的一套方法。20歲的热尔维尼奥他的第一個法甲球季裡就成為了勒芒的絕對攻擊核心，多次上演精彩絕倫的入球和大公無私的助攻，雖然受到過一點傷病的困擾，但這並不影響他成為勒芒最炙手可熱的新星，他入選了《法國足球》雜誌評選的法甲10大新星。

### 里尔
有傳聞報導說，西甲勁旅巴塞隆拿曾在此時留意過他。雖然最終未能成行，但來自巴塞隆拿的關注，則更使得热尔维尼奥在法甲聯賽中具備了相當的知名度。2009-10球季之初，他被里爾以650萬歐元的身價購入，而热尔维尼奥的職業生涯也從此跨上了一個新臺階。
在魯迪.加西亞的手下踢球，热尔维尼奥可謂如魚得水。該名成功主帥非常喜歡攻勢足球，而他給予了這名科特迪瓦球員在邊路更為自由的發揮空間。热尔维尼奥為球會效力的第一個球季，就在32場比賽中攻入13球。而在剛剛過去的一個球季裡，热尔维尼奥更是成功地幫助里爾成為了聯賽和杯賽的「雙冠王」。雖然在這支球隊中，比利時天才中場夏薩特是最被外界推崇的一人，但事實上热尔维尼奥的資料統計則更為漂亮，單球季15個入球和10次助攻都是令夏薩特難以比肩的。

### 阿森纳
2011年7月11日，热尔维尼奥正式加盟英超勁旅阿仙奴，有报道称轉會費大约为1100万英镑。2011年8月13日，第一場對陣紐卡素時，热尔维尼奥紅牌被逐。

## 国家队生涯
热尔维尼奥在2008年作為科特迪瓦奧運隊隊長參加了北京奧運會，並代表科特迪瓦國家隊出戰2010南非世界盃及非洲國家盃。

## 荣誉

### 俱乐部
里尔
- 法国足球甲级联赛: 2010–11赛季 冠军
- 法国杯: 2011年法国杯冠军

### 個人
- 2010 科特迪瓦足球先生